# 澤萊納巴爾卡 (瓦西里夫卡區)
47°14′24″N 34°31′38″E / 47.24000°N 34.52722°E
澤萊納巴爾卡（烏克蘭語：Зелена Балка）是位於烏克蘭東南部的村莊，由扎波羅熱州瓦西里夫卡區的大比洛澤爾卡市鎮負責管轄。該村始建於1861年，面積0.58平方公里，海拔高度45米，2001年人口1，人口密度每平方公里1.72人。